# Landeh
Landeh (persiska: لنده, لِندِه) är en ort i Iran.   Den ligger i provinsen Kohgiluyeh och Buyer Ahmad, i den centrala delen av landet, 500 km söder om huvudstaden Teheran. Landeh ligger 758 meter över havet och antalet invånare är 10 540.
Staden är administrativt centrum för delprovinsen (shahrestan) Landeh.
Terrängen runt Landeh är kuperad åt sydost, men åt nordväst är den bergig. Runt Landeh är det ganska glesbefolkat, med 47 invånare per kvadratkilometer. Landeh är det största samhället i trakten. Omgivningarna runt Landeh är i huvudsak ett öppet busklandskap.